# Říčany (nádraží)
Říčany je železniční stanice v severovýchodní části města Říčany v okrese Praha-východ ve Středočeském kraji v těsné blízkosti k městu přičleněné obce Radošovice. Leží na trati Praha – České Budějovice, která je v úseku přes Říčany elektrizovaná soustavou 3 kV ss.

## Historie
Železniční stanici vybudovala soukromá společnost Dráha císaře Františka Josefa (KFJB) na trase nově budovaného spojení Vídně s Prahou, první vlak tudy projel při zprovoznění úseku z Prahy do Čerčan 14. prosince 1871. K otevření zbývající trasy do Veselí nad Lužnicí došlo v roce 1874. Po zestátnění KFJB v roce 1884 pak obsluhovala stanici jedna společnost, Císařsko-královské státní dráhy (kkStB), po roce 1918 pak správu přebraly Československé státní dráhy.
Pamětní deska na budově připomíná oběti transportu smrti:

DNE 26.1.1945 BYLI ZDE

NĚMECKÝMI NACISTY USMRCENI

Z TRANSPORTU SMRTI

Z KONCENTRAČNÍHO TÁBORA OSVĚTIM

VĚZŇOVÉ A 11061, A 16559, B 3254,

TŘI Z MNOHAMILIONOVÝCH OBĚTÍ

FAŠISTICKÝCH ZVĚRSTEV.

3. října 1975 byla do stanice ve směru z Čerčan dovedena elektrická napájecí soustava. Po rekonstrukci stanice v roce 2007 byly pokladny a obsluha cestujících přesunuty do prostoru pod kolejištěm a historická budova přestala dopravě sloužit.

## Popis

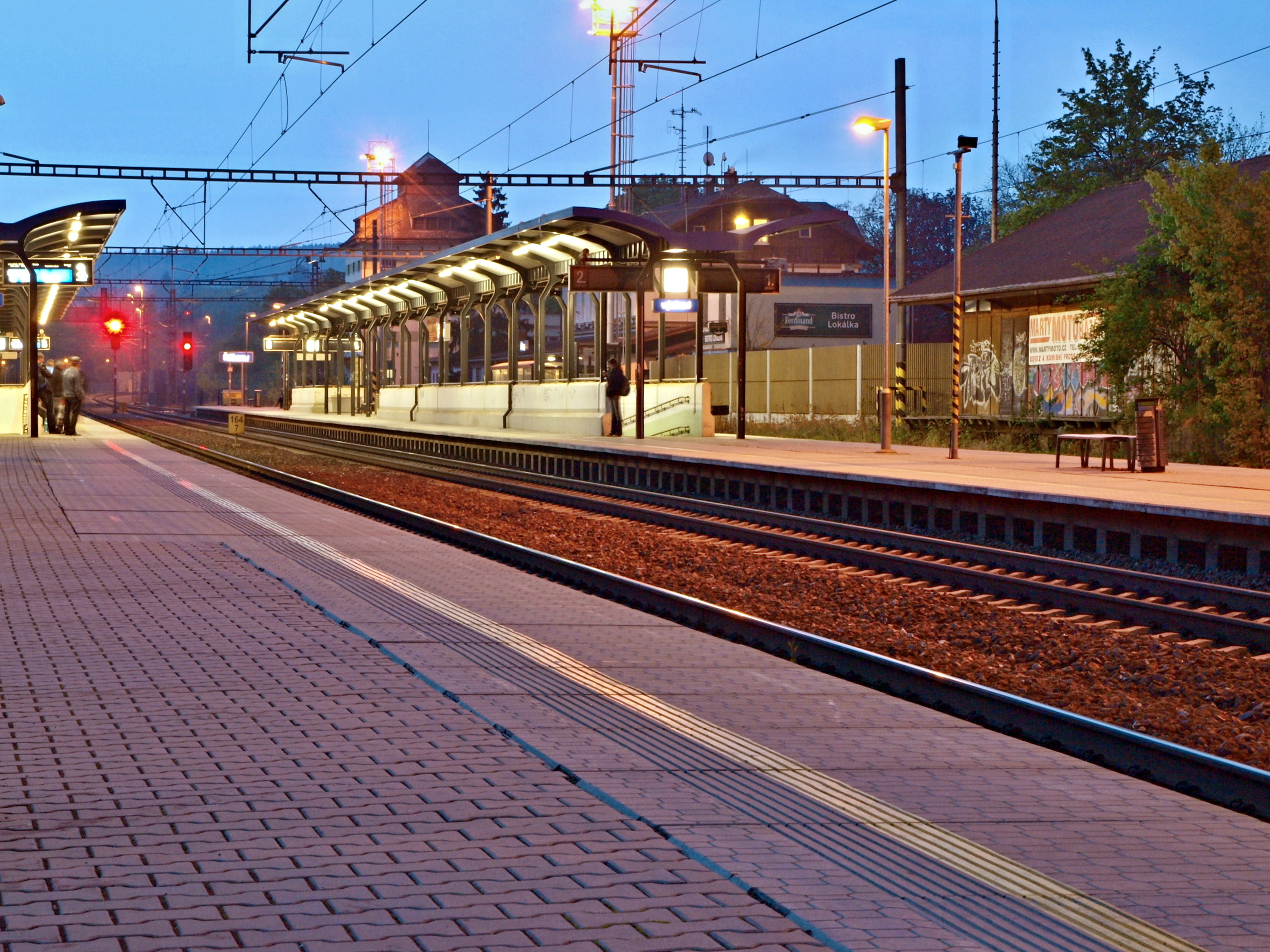
Říčanské nádraží ve večerních hodinách

Stanice byla roku 2007 rekonstruována a upravena dle parametrů na koridorové stanice: byla zvýšena průjezdová rychlost stanicí na 160 km/h, vznikla dvě bezbariérová zastřešená ostrovní nástupiště s podchody a výtahy a cestujícím tu slouží elektronický informační systém. Ve stanici je instalováno staniční zabezpečovací zařízení – elektronické stavědlo ESA 11, které je dálkově řízeno z Centrálního dispečerského pracoviště Praha. Průchod pod kolejištěm je oboustranný.